# 1941 en Ontario
Chronologie de l'Ontario
- 1937
- 1938
- 1939
- 1940
- 1941
- 1942
- 1943
- 1944
- 1945

Cette page concerne des événements d'actualité qui se sont produits durant l'année 1941 dans la province canadienne de l'Ontario.

## Politique
- Premier ministre : William Lyon Mackenzie King (1874-1950)
- Chef de l'opposition : George Drew (Parti conservateur)
- Lieutenant-gouverneur: Albert Edward Matthews (en)
- Législature : 20e (en)

## Naissances
- 7 mars : Roger Carl Young, député fédéral de Niagara Falls (1974-1979).
- 19 mars : David Tilson, député provincial de Dufferin—Peel (en) (1990-1999) et Dufferin—Peel—Wellington—Grey (1999-2002) et député fédéral de Dufferin—Caledon (depuis 2004).
- 17 mai : Dave Nichol (en), coureur.
- 1er juillet : Myron Scholes, économiste.
- 30 juillet : Paul Anka, auteur-compositeur-interprète.
- 7 mars : Gwendolyn MacEwen, poétesse et romancière († 29 novembre 1987).

## Décès
- 21 février : Frederick Banting, médecin et codécouvreur de l'insuline (° 14 novembre 1891).
- 22 avril : Ernest Lloyd Janney (en), militant (° 16 juin 1893).
- 11 juin : Alexander Cameron Rutherford, premier ministre de l'Alberta (° 2 février 1857).
- 16 juin : Edward Rogers Wood (en), financier (° 11 mai 1866).
- 29 septembre : William Hearst, 7e premier ministre de l'Ontario (° 15 février 1864).
- 17 octobre : John Stanley Plaskett, astronome (° 17 novembre 1865).
- 22 novembre : Newton Rowell, chef du Parti libéral de l'Ontario (° 1er octobre 1867).
- 20 décembre : John Campbell Elliott, député provincial de Middlesex-Ouest (1908-1925) et député fédéral de Middlesex-Ouest (1925-1940) (° 25 juillet 1872).